# Carsten U. Larsen
Carsten Ulrick Larsen (født 9. december 1952 i Tuse ved Holbæk) er en pensioneret dansk arkæolog og embedsmand, som i perioden 1. marts 2008 til 1. maj 2020 var direktør for Folketinget.

## Biografi
Carsten Ulrick Larsen blev udlært som shippingmand i DFDS A/S i 1972, men tog siden studentereksamen for efterfølgende at blive magister i forhistorisk arkæologi. Han har desuden et bifag i datalogi ved Københavns Universitet fra 1985.
I 1985 blev Carsten U. Larsen ansat som museumsinspektør på Nationalmuseet i oldtidsafdelingen, hvor han blev ansvarlig for digitaliseringen af Danmarks arkæologiske fund og fortidsminder og samtidig ansvarlig for digitaliseringen af Nationalmuseets museumsgenstande. I 1996-1997 var Carsten U. Larsen kontorchef i Skov- og Naturstyrelsen i Miljøministeriet, hvor han var ansvarlig for forvaltningen af landets fredede fortidsminder. Fra 1998-2001 var han museumschef på Nationalmuseet for Danske Afdeling og fra 2002-2008 direktør for Nationalmuseet. I 2008 blev han direktør for Folketinget, hvor han var ansvarlig for driften og udviklingen af Folketingets Administration. Gik på pension d. 1. maj 2020.
Carsten U. Larsen har været formand for eller medlem af en lang række råd, nævn og bestyrelser, bl.a. Statens Museumsnævn, Det arkæologiske Nævn, Frederiksborgmuseet, Moesgaard Museum, Dronning Margrethe II arkæologiske Fond, Sagnlandet Lejre, Tidsskriftet Skalk, Golden Days, Hermod Lannungs Fond til støtte for FN, Johannesskolen, Maritim Museumsfond.
Carsten U. Larsen har skrevet videnskabelige artikler om kulturhistoriske emner, særligt Danmarks bronzealder, samt artikler og kronikker om museumsdrift, ligesom han har været redaktør af adskillige bøger.
Carsten U. Larsen er gift og har fire børn.
K.1, No.F.2., Ne.O.N.2., Mex.A.A.4., Is.F.2*, F.N.F.2., Fi.L.2.1., B.Kr.2.